# Julia Lermontova
Yulia Vsévolodovna Lérmontova: Юлия Всеволодовна Лермонтова (San Petersburgo, 21 de diciembre de 1846 - 16 de diciembre de 1919 O.S., 2 de enero de 1847), fue una química rusa. Es conocida como la primera doctora rusa en química. Estudió en la Universidad de Heidelberg y en la Universidad de Berlín antes de recibir su doctorado por la Universidad de Göttingen en 1874. Fue incorporada a la Sociedad Química Rusa en 1875.

## Biografía

### Primeros años de vida
Yulia Vsévolodovna Lérmontova nació el 2 de enero de 1847 en San Petersburgo, Rusia, hija de Yelizaveta Andréievna Kossikóvskaya y el General Vsévolod Nikoláievich Lérmontov (primo tercero del poeta ruso Mijaíl Lérmontov), de la familia aristocrática Lérmontov.
Durante la mayor parte de su vida joven vivió en Moscú, ya que su padre estaba a cargo del Cuerpo de Cadetes de Moscú. Como sus padres eran miembros de la inteliguentsia de Moscú, la educación de sus hijos era una alta prioridad. Como resultado, estudió con tutores privados. Si bien su familia no entendía completamente su interés por la ciencia, no la desanimaron, y demostró un gran interés por literatura técnica y por experimentos, algunos de los cuales, los sencillos, llegó a realizarlos en casa.

### Educación

#### En Rusia
Yulia Lérmontova inicialmente quería estudiar medicina, pero pronto descubrió que no podía soportar ver gente desnutrida o soportar la pobreza de sus pacientes. Luego solicitó estudiar en la Academia de Agricultura Petróvskaya (ahora Universidad Estatal de Agricultura de Moscú), que era conocida por su excelente programa de química. Pese a que fue apoyada por varios profesores de allí, su solicitud fue finalmente rechazada.
Fue entonces cuando decidió continuar su educación yendo al extranjero, lo que no era fácil en ese momento. Gracias a su prima Anna Yevréinova (que había tenido que casarse por conveniencia), conoció a Sofia Kovalévskaya, quien ayudó a ambas mujeres para que fueran juntas a estudiar en una universidad en el extranjero.

#### En el extranjero
En el otoño de 1869, a la edad de 22 años, Yulia Lérmontova llegó a Heidelberg y asistió a la Universidad de Heidelberg, donde se le permitió asistir como oyente a las conferencias de Robert Bunsen, y finalmente ingresó en su laboratorio.
Fue en el laboratorio de Bunsen, donde investigó los compuestos de platino.
Mendeléiev le sugirió esta investigación en el desarrollo de técnicas para la separación de aleaciones de platino.
Desde allí, se mudó a Berlín para realizar una investigación bajo August von Hoffmann. En Berlín, trabajó en el laboratorio privado de van Hoffmann y pudo asistir a sus clases de química orgánica.
Fue aquí donde recibió su primera publicación, "Ueber die Zusammensetzung des Diphenins".
En 1874, terminó su disertación "Zur Kenntniss der Methylenverbindungen" (que trataba sobre el análisis de los compuestos de metilo), que le valió su diploma de doctor en química.
Después de completar su educación, regresó a Rusia y comenzó a trabajar en el laboratorio de Vladímir Markóvnikov en la Universidad de Moscú.
Luego recibió una invitación para mudarse a San Petersburgo de parte de Aleksandr Bútlerov. Fue aquí donde investigó sobre el ácido 2-metil-2-butenóico.
Bútlerov trató de convencerla de que aceptara un puesto de docente en los cursos superiores para mujeres, que no aceptaría, expresando su preocupación de que el ministro de Educación no le diera permiso. En 1881, se convirtió en la primera mujer en unirse a la Asociación Técnica Rusa. Se graduó magna cum laude y fue la primera mujer en el mundo en obtener un doctorado en Química.

### Investigación
Después de completar su educación, regresó a Rusia y comenzó a trabajar en el laboratorio de Vladímir Markóvnikov en la Universidad de Moscú. Luego recibió una invitación para mudarse a San Petersburgo de parte de Aleksandr Bútlerov. Fue aquí donde investigó sobre el ácido 2-metil-2-butenoico.
En 1877, después de la muerte de su padre, se mudó a Moscú con su familia y comenzó a trabajar en el laboratorio de Markóvnikov, en la investigación del petróleo. Fue la primera mujer en trabajar en esta área de investigación. Además, desarrolló un dispositivo para la destilación continua de petróleo, sin embargo, el dispositivo no pudo adaptarse a una escala industrial.
En la conferencia de enero de 1878 de la Sociedad Físico-Química de Rusia, A. P. Eltékov informó sobre un nuevo método para sintetizar hidrocarburos de la fórmula CnH2n, en el que Bútlerov observó que muchos de estos experimentos habían sido realizados previamente por Yulia. Esta investigación más tarde se volvió valiosa cuando se estudió más a fondo la síntesis de hidrocarburos altamente ramificada para su producción industrial y uso para algunos tipos de combustibles para motores. Este proceso se conoció más tarde como la reacción de Bútlerov – Eltékov – Lérmontova.

### La vida después de la investigación
Como había heredado el patrimonio de su familia en el pueblo Semenkovo del uyezd de Zvenígorod, solía vivir allí en los meses de verano, y eventualmente, hasta que finalmente acabó viviendo allí de forma permanente, hecho que coincidió con el abandono de la química.
Fue allí donde desarrolló un interés por las ciencias agrícolas, desarrollando quesos que eventualmente se vendieron en Rusia y Ucrania.
En la primavera de 1889, se enfermó gravemente de doble neumonía y ese otoño viajó a Estocolmo para visitar a Sofia Kovalévskaya.
En 1890, Kovalévskaya viajó a San Petersburgo con su hija Sofia (Fufa), donde Lérmontova se reunió con ellas y recogió a Fufa antes de la muerte de Kovalévskaya en 1891.
En 1917, después de la revolución de octubre, se intentó nacionalizar la propiedad en Semenkovo, sin embargo, a través de la intervención del Ministro de Educación, Anatoli Lunacharski, se le permitió conservar la propiedad.
Yulia Lérmontova murió en 1919 a causa de una hemorragia cerebral.
Como ella nunca se casó, Sofia (Fufa) Kovalévskaya (su hijastra) heredó toda la propiedad.

## Publicaciones
Lermontoff, J. and Moskan (1872), Ueber die Zusammensetzung des Diphenins. Ber. Dtsch. Chem. Ges., 5: 231–236. doi:10.1002/cber.1872005017